# Baetisca rubescens
Baetisca rubescens is een haft uit de familie Baetiscidae. De wetenschappelijke naam van de soort is voor het eerst geldig gepubliceerd in 1878 door Provancher.
De soort komt voor in het Nearctisch gebied.